# Expéditions ottomanes à Aceh

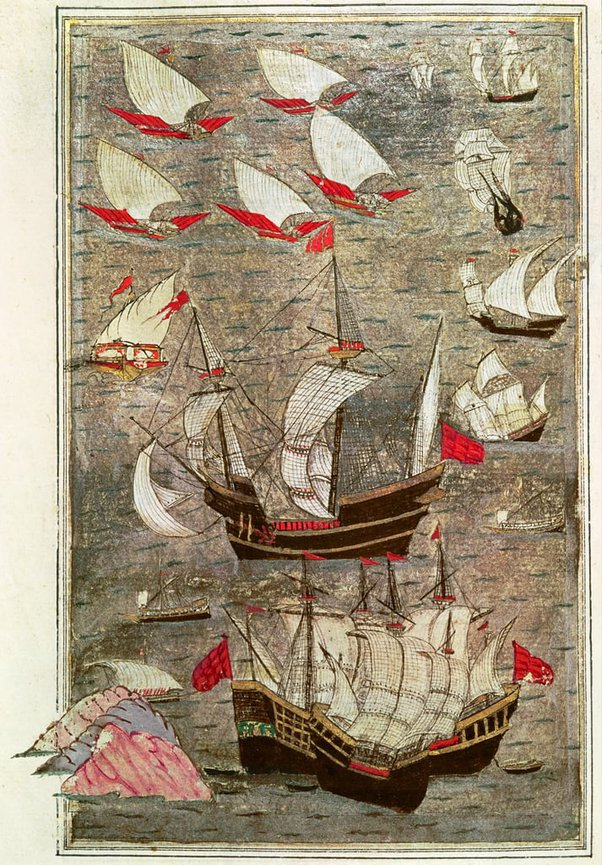
Peinture turque du XVIe siècle représentant la flotte ottomane protégeant la navigation dans le golfe d'Aden. Les trois pics sur la gauche symbolisent Aden. L'œuvre est conservée à la Bridgeman Art Library.

Les expéditions ottomanes à Aceh sont les missions envoyées par l'empire ottoman à Aceh, un sultanat situé à la pointe nord de l'île de Sumatra à l'est de l'océan Indien. Ce sont les plus lointaines des expéditions navales ottomanes dans l'océan Indien.

## Expédition de 1567
En juin 1567, une flotte ottomane de 19 galères et plusieurs navires à voile part du port de Suez dans la mer Rouge à destination du sultanat d'Aceh sur ordre du sultan Selim II. Cependant, l'expédition ottomane est arrêtée au Yémen où elle appuie la répression d'une révolte. Seules deux galères sont autorisées à poursuivre vers Aceh. Les armuriers et soldats ottomans sont d'une aide précieuse au sultan acehnais Alauddin al-Kahar contre les Portugais mais il échoue à prendre la place forte stratégique de Malacca lors du siège de cette ville en 1568 (en).